# Graniczna (województwo lubelskie)
Graniczna – wieś w Polsce położona w województwie lubelskim, w powiecie opolskim, w gminie Józefów nad Wisłą
| SIMC    | Nazwa          | Rodzaj    |
| ------- | -------------- | --------- |
| 0382303 | Mała Graniczna | część wsi |

W latach 1975–1998 miejscowość administracyjnie należała do ówczesnego województwa lubelskiego.
Wieś wchodzi w skład sołectwa sołectwa Spławy.